# Abelona gigliotosi
Abelona gigliotosi är en insektsart som först beskrevs av Griffini 1911.  Abelona gigliotosi ingår i släktet Abelona och familjen Gryllacrididae.

## Underarter
Arten delas in i följande underarter:
- A. g. gualaquizae
- A. g. gigliotosi